# Onga (Gabun)
Onga ist eine Kommune und Hauptstadt des gabunischen Departements Djoué innerhalb der Provinz Haut-Ogooué im Osten des Landes. Mit Stand von 2013 wurde die Einwohnerzahl auf 946 bemessen.